# Francesc Ferrer
Francesc Ferrer Pastor (la Font d'en Carròs, Valencia; 13 de diciembre de 1918 - Valencia; 11 de julio de 2000) fue un lexicógrafo español que dedicó su vida a difundir y normalizar el valenciano.

## Biografía
Nació en la Font d'en Carròs y quedó huérfano de padre a los dos meses de nacer, lo que hizo que a pocos años de su nacimiento se desplazara con el resto de su familia a Valencia intentando su madre conseguir una manera más estable de mantener económicamente a la familia.
Francesc empezó a trabajar como corrector de pruebas de imprenta, primero del diario Levante y Jornada, donde sufrió un accidente laboral que le hizo perder la mano izquierda. Después pasó a la imprenta de Federico Doménech, que editaba el diario Las Provincias.
Asistió, en 1948, al primer curso de lengua y literatura de Lo Rat Penat, impulsado por Carles Salvador, Enric Valor, Enric Matalí i Timoneda y Josep Giner. Ferrer Pastor obtuvo el título de profesor de valenciano y se integró en la plantilla de profesores. I 
En aquellos días concibió que una de las mejores formas de potenciar el cultivo del valenciano era redactando un diccionario de rimas. El Diccionari valencià ordenat alfabèticament per a servir de Diccionari de la Rima per Francesc Ferrer Pastor, con la colaboración de Josep Giner, apareció en forma de fascículos el 1955 y como tomo único el 1956, con una tirada de 1000 ejemplares. Constaba de más de 42 000 palabras y, su publicación fue posible gracias a las suscripciones, mayoritariamente valencianas, y al  apoyo del historiador Nicolau Primitiu Gómez Serrano.
Agotada la primera edición, Ferrer Pastor, ahora sin la colaboración de Giner, sacó una segunda tirada distribuida en dos tomos de 5000 ejemplares que contaban con más de 24 000 palabras añadidas. Ahora bien, por su naturaleza, el primer Diccionari de la Rima debía ser una obra destinada a minorías y, por tanto, poco útil para salvaguardar la memoria de la lengua en aquellos años.
En 1955 Enric Matalí i Timoneda se hizo cargo desinteresadamente de la administración completa de la primera edición del Diccionario Valenciano y de la Rima de Francesc Ferrer i Pastor.
En aquellas circunstancias, el camino más eficaz para llegar al mayor número de valencianos era la publicación y difusión de vocabularios bilingües. Y, sin ayuda institucional, comenzó a componer y a editar en sus talleres de impresor el Vocabulari Valencià-Castellà en el año 1960. Poco después, en 1967 publicó el Vocabulari Castellà-Valencià y, finalmente, la suma de los dos, titulada Vocabulari Castellà-Valencià. Valencià-Castellà en 1968. Este último, con constantes mejoras, no ha cesado de reeditarse y acompaña a miles de valencianos, antes del Estatut d'Autonomia (1982), en el aprendizaje de la lengua. Además, para que no hubiera ninguna dificultad en su consulta, publicó el 1973 Lliçons d'ortografia.
Después del Estatut d'Autonomia, que aseguró la presencia del valenciano en la escuela, Ferrer Pastor se adaptó a las nuevas circunstancias y publicó un Diccionari General en 1985 y un Vocabulari Valencià Escolar en 1987.
El Diccionari General, fue la respuesta inmediata de Ferrer Pastor a uno de los retos que planteaba la incorporación oficial de la lengua catalana al sistema educativo valenciano. Era necesario disponer de un diccionario general, capaz de satisfacer las necesidades de un público cada vez más numeroso y exigente.
El conjunto de la obra de Francesc Ferrer Pastor constituye una importante contribución a la lengua valenciana, tanto en los momentos anteriores a la aprobación del Estatut d'Autonomia como después, porque ha servido de apoyo a la tarea didáctica de maestros y profesores de valenciano, y en valenciano.

## Obras

### Diccionarios
- Diccionari de la Rima, Valencia, Federico Doménech, 1956.
- Vocabulari Valencià-Castellà, Valencia, Sicània, 1960.
- Vocabulari Castellà-Valencià, Valencia, Sicània, 1966.
- Vocabulari Castellà-Valencià. Valencià-Castellà, Valencia, Sicània, 1968.
- Diccionari de la Rima. Diccionari General, Valencia, Denes, 1985.
- Diccionari Valencià Escolar, València, Denes, 1989.
- Diccionari Escolar Valencià-Castellà i Castellà-Valencià, Paiporta, Denes, 1994.
- Diccionari de Refranys, Paiporta, Denes, 2002.

### Gramáticas y textos para tipógrafos
- Lliçons d'ortografia, València, Fermar, 1973.
- Gramàtica valenciana, Paiporta, Denes, 1994.
- Normes de correcció d'originals i proves d'impremta, Paiporta, Denes, 1994.

### Narrativa infantil
- I a eixe, samaruc!, Valencia, Denes, 1990.
- Per què el rei Gaspar té els cabells blancs?, Valencia, Denes, 1993.
- Els gossos i la prevenció d'accidents, Paiporta, Denes, 1994.
- “Sòcrates”. Una de burros, Paiporta, Denes, 1994.
- El suc de cervell i la dona, Paiporta, Denes, 1994.
- L'abella baralladissa, Paiporta, Denes, 1994.
- Car all, car all, carall, Paiporta, Denes, 1995.

## Premios
Su labor fue reconocida en 1994, cuando recibió el Premi d'Honor de les Lletres Valencianes y en 1995 recibió el Porrot d'Honor de les Lletres Valencianes de Silla.
En el año 2000 recibió la medalla de la Universitat de València,  distinción honorífica que se otorga a personas físicas, corporaciones y entidades, por razón de sus méritos o de los relevantes servicios prestados a nuestra Universidad.